# Charron (Charente-Maritime)
Charron é uma comuna francesa na região administrativa da Nova Aquitânia, no departamento de Charente-Maritime. Estende-se por uma área de 37,54 km². Em 2010 a comuna tinha 2 022 habitantes (densidade: 53,9 hab./km²).